# Guitar Hero 5
Guitar Hero 5 is een muziekspel en het vijfde deel in de Guitar Hero-serie. Zoals vorige titels in de reeks is Guitar Hero 5 gericht voor vier spelers met een gitaar, basgitaar, drums en microfoon. Guitar Hero 5 voegt verscheidene nieuwe kenmerken toe. Spelers kunnen nu in het midden van een lied stoppen en meespelen en bands kunnen nu van elke combinatie instrumenten gemaakt worden. Guitar Hero 5 heeft 85 nummers door 83 verschillende artiesten. Het spel ondersteunt ook nog de mogelijkheid om zelf muziek te maken en bijkomende downloadbare nummers zullen verkrijgbaar zijn.

## Gameplay
De gameplay van Guitar Hero 5 is ongeveer hetzelfde van de vorige spellen in de series. De speler moet met een speciale controller scrollende noten spelen. Door de noten correct te spelen wordt de score van de speler verhoogt samen met de Performance Meter. Als de meter te laag wordt, zal het nummer voortijdig eindigen. Als de speler correct tien noten achter elkaar speelt krijgt hij een vermenigvuldiger.

## Ontvangst
| Beoordeeld door             | Platform      | Datum | Score |
| --------------------------- | ------------- | ----- | ----- |
| GamingTrend                 | Xbox 360      | 2009  | 90%   |
| Da Gameboyz                 | Xbox 360      | 2009  | 90%   |
| Eurogamer.net (GB)          | Xbox 360      | 2009  | 90%   |
| VicioJuegos.com             | PlayStation 3 | 2009  | 90%   |
| Gaming Nexus                | Xbox 360      | 2009  | 83%   |
| Console Monster             | Xbox 360      | 2009  | 80%   |
| Destructoid                 | Xbox 360      | 2009  | 80%   |
| Official Xbox Magazine (GB) | Xbox 360      | 2009  | 80%   |
| Gamervision                 | Xbox 360      | 2009  | 80%   |
| Game Revolution             | Xbox 360      | 2009  | 67%   |